# Vier Gemeenten
De Vier Gemeenten (Quatre Communes) waren de oudste koloniale steden in Senegal: Saint-Louis, Dakar, Gorée, en Rufisque. Vanaf 1916 hadden inlanders die in een van deze vier steden waren geboren op papier Franse burgerrechten, al verhinderden sociale barrières dat die volledig werden uitgeoefend.

Van 1848 tot de onafhankelijkheid van Frans-West-Afrika werden de Vier Gemeenten ook vertegenwoordigd in de Nationale Vergadering van Frankrijk.

## Afgevaardigde
Op 27 april 1848 werd een wet aangenomen waardoor de Vier Gemeenten in staat werden gesteld een afgevaardigde te kiezen voor het Franse parlement. Tussen 30 oktober en 2 november van dat jaar vond de verkiezing plaats. Op 2 april 1852 werd de parlementszetel van de Vier Gemeenten echter door Napoleon III afgeschaft.
Bij wet van 1 februari 1871 werd de parlementszetel van de Vier Gemeenten weer ingesteld, maar op 30 december 1875 werd deze opnieuw afgeschaft. Op 8 april 1879 werd de zetel weer ingesteld, om bij de val van de Derde Franse Republiek in 1940 weer te worden afgeschaft.

## Burgerrechten
Per decreet van 20 mei 1857 hadden de inwoners al beperkte burgerrechten gekregen. Bij decreet van 16 maart 1914 werden personen die in de Vier Gemeenten waren geboren uitgezonderd van de Code de l'indigénat die in het Franse koloniale rijk de inferieure status van de inlandse bevolking bevestigde.
Bij de Wet Diagne van 29 september 1916 kregen personen die in de Vier Gemeenten waren geboren volledige Franse burgerrechten - wat inhield dat de mannen dienstplicht hadden.